# Anahita pallida
Anahita pallida là một loài nhện trong họ Ctenidae.
Loài này thuộc chi Anahita. Anahita pallida được Ludwig Carl Christian Koch miêu tả năm 1875.